# 名古屋市都市景観重要建築物等
| 都市景観重要建築物等指定の旨を記した碑（松重閘門）  |  | 都市景観保存樹指定の碑（星神社のムクノキ）  |
| 都市景観重要建築物等指定の旨を記した碑 （松重閘門） |  | 都市景観保存樹指定の碑 （星神社のムクノキ） |

名古屋市都市景観重要建築物等（なごやしとしけいかんじゅうようけんちくぶつとう）とは、名古屋市が都市景観条例に基づき指定した建築物・工作物・樹木・樹林の総称。
本項では、制度の根拠条例である都市景観条例の運用上一体とされている都市景観重要建築物・都市景観重要工作物・都市景観保存樹・都市景観保存樹林について扱う。

## 概要

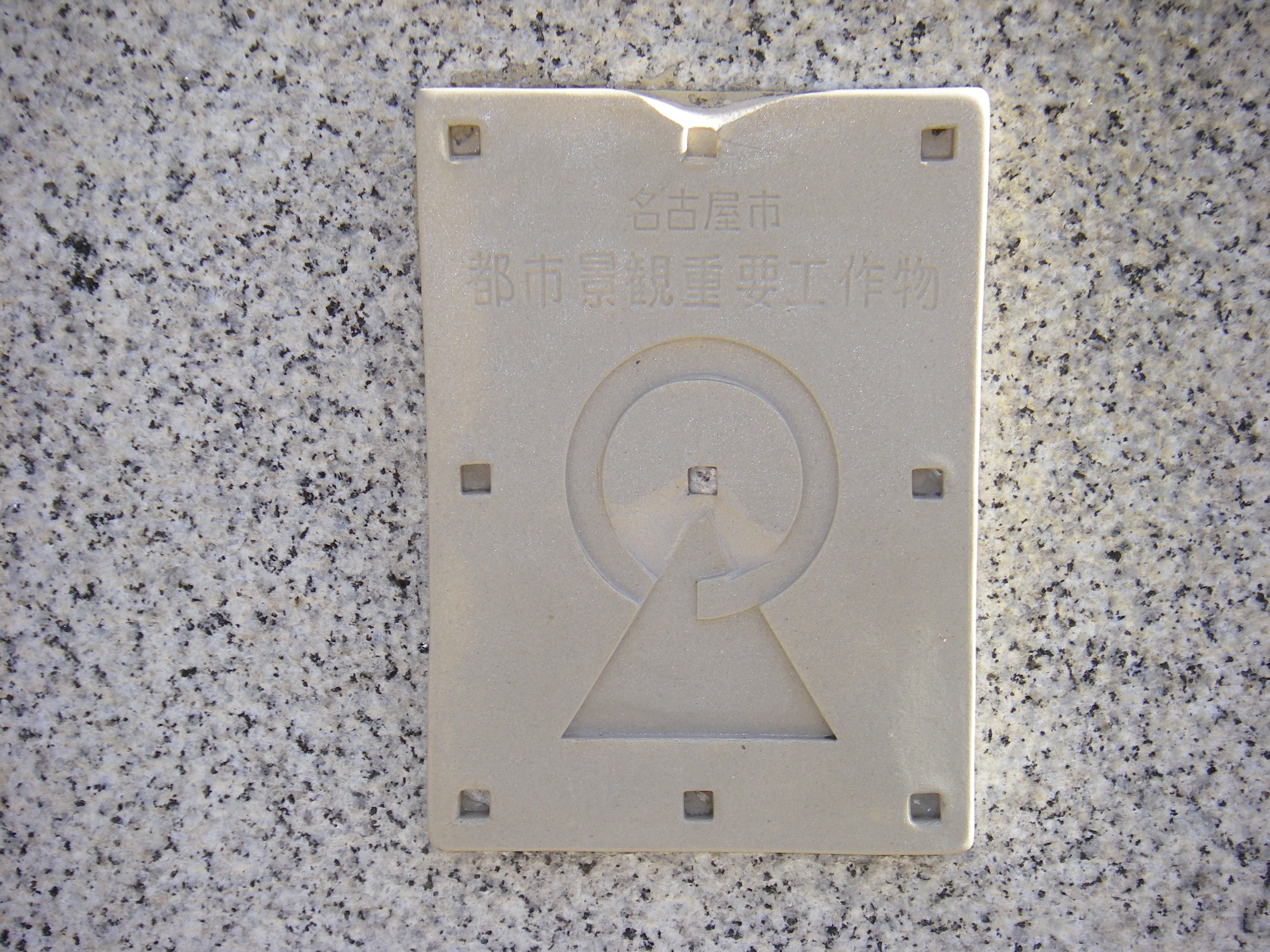
都市景観重要工作物指定のプレート（鶴舞公園噴水塔）

名古屋市都市景観重要建築物等は、名古屋市内において太平洋戦争の戦災を乗り越え現在まで残っている都市景観に深みと個性をもたらす歴史的建造物などを、都市景観形成上重要な役割を担っているものとして名古屋市都市景観条例に基づき名古屋市長が指定するものである。総じて地形の変化に乏しい名古屋市においては、これらの建築物・工作物・樹木・樹林を維持していくことは地域の景観における象徴として重要な意味を持っているものとも言える。
制度開始当初は建築物・工作物が指定を受けており「都市景観重要建築物・工作物」としての制度運用であったが、第5回指定物件（1995年2月27日付）からは樹木や樹林についても指定が行われるようになり、以後は指定を受けた都市景観重要建築物・都市景観重要工作物・都市景観保存樹・都市景観保存樹林を総称して都市景観重要建築物等として扱われている。1989年（平成元年）から1996年（平成8年）に6回にわたり計61件の物件が指定され、うち5件についてはその後指定が解除されたため、2021年1月現在では56件が指定されている。

## 名古屋市都市景観条例
都市景観重要建築物等指定制度の根拠条例となる名古屋市都市景観条例（昭和59年3月26日 条例第17号）は、都市空間は全名古屋市民の共有財産との認識の元で、名古屋の街をより美しく魅力あふれるものとし次世代に引き継いでいくことを目的として制定された。同条例に基づく名古屋市都市景観基本計画、および同計画を上位計画とし景観法（2005年6月1日施行）に基づく名古屋市景観計画に従い制度運用されている。同条例はその後計4回の改正を受け、2014年11月現在における最新の条例は2011年5月17日付の条例第30号である。
名古屋市都市景観条例においては「建築物」「工作物」「樹木」「樹林」を都市景観重要建築物等の指定対象としている。「建築物」と「工作物」の差異については、「建築物」を「建築基準法に定める建築物（橋梁等を除く）」、「工作物」を「土地・建築物に定着・継続設置される物のうち建築物・広告物等以外のもの」としている。
名古屋市長による指定は、当該物件に関しての名古屋市広告・景観審議会の見解を聴き、物件所有者等の同意を得た上で行われる。同条例により都市景観重要建築物等の指定を受けた物件の所有者らは、当該物件の現状維持管理を義務付けられ、物件に関して現状変更や所有権移転などを行う際は市長への届出が必要となるなど一定の負担を負うこととなる。その一方で物件の維持管理にかかるコストの一部についての助成を市から受けることができることとなる。
一旦指定を受けた物件が指定解除となる理由としては「滅失・枯死等による都市景観形成上の価値喪失」「公益上の理由その他特別の理由」「景観重要建造物・景観重要樹木への指定」がある。2014年11月現在で指定解除となった3件はいずれも「滅失による都市景観形成上の価値喪失」による指定解除である。

## 指定物件
名古屋市の各行政区別に見た指定件数は以下のとおり。2016年7月現在、名古屋市の行政区16区のうち、港区・名東区・天白区には指定を受けた物件はない。
1. 11件指定 - 中区
2. 9件指定 - 東区・緑区
3. 5件指定 - 昭和区
4. 4件指定 - 千種区・西区・中村区・中川区
5. 3件指定 - 南区
6. 2件指定 - 瑞穂区・守山区
7. 1件指定 - 北区・熱田区

注意点：指定解除となった物件はカウントしていない。複数の行政区にまたがる物件（例：五条橋）については、それぞれの行政区に1件ずつカウントした。なお、1指定で複数の対象物件が指定されている場合（例：興正寺総門・中門・五重塔）も1件としてカウントしている。
各回における指定物件は以下のとおり。各指定物件の詳細については、個別記事および名古屋市サイト内「都市景観重要建築物等指定物件」を参照されたい。

### 第1回
1989年11月1日付指定。
| 画像 | 物件                                             | 所在地 | 備考 |
| ---- | ------------------------------------------------ | --- | --- |
|      | 鍋屋上野浄水場第1ポンプ所                        | 千種区宮の腰町 北緯35度11分6秒 東経136度57分19.2秒 / 北緯35.18500度 東経136.955333度                         | 令和2年2月26日景観重要建造物へ移行                                                                                                |
|      | 五条橋                                           | 西区那古野一丁目・中区丸の内一丁目 北緯35度10分33.8秒 東経136度53分36.2秒 / 北緯35.176056度 東経136.893389度 | |
|      | 名古屋市演劇練習館（旧稲葉地配水塔）             | 中村区稲葉地町 北緯35度9分59.1秒 東経136度50分43.4秒 / 北緯35.166417度 東経136.845389度                      | 令和2年2月26日景観重要建造物へ移行                                                                                                |
|      | 納屋橋                                           | 中村区・中区 北緯35度10分4.4秒 東経136度53分31.1秒 / 北緯35.167889度 東経136.891972度                        | 令和2年2月26日景観重要建造物へ移行                                                                                                |
|      | 名古屋市役所本庁舎                               | 中区三の丸 北緯35度10分53.1秒 東経136度54分23.1秒 / 北緯35.181417度 東経136.906417度                         | |
|      | 愛知県庁本庁舎                                   | 中区三の丸 北緯35度10分48.8秒 東経136度54分23.4秒 / 北緯35.180222度 東経136.906500度                         | |
|      | 三井住友銀行名古屋支店（旧三井銀行名古屋支店）   | 中区錦二丁目 北緯35度10分7.2秒 東経136度53分56.4秒 / 北緯35.168667度 東経136.899000度                        | |
|      | 旧名古屋銀行本店ビル（旧中央信託銀行名古屋支店） | 中区錦二丁目 北緯35度10分7.4秒 東経136度54分4.8秒 / 北緯35.168722度 東経136.901333度                         | 三菱東京UFJ銀行貨幣資料館としても使用されていた。「旧名古屋銀行」は2012年現在の名古屋銀行（旧名古屋相互銀行）とは別の銀行である。 |
|      | 名古屋市公会堂                                   | 昭和区鶴舞 北緯35度9分23.9秒 東経136度55分8.7秒 / 北緯35.156639度 東経136.919083度                           | 令和2年2月26日景観重要建造物へ移行                                                                                                |
|      | 鶴舞公園噴水塔                                   | 昭和区鶴舞 北緯35度9分19.8秒 東経136度55分8.2秒 / 北緯35.155500度 東経136.918944度                           | 令和2年2月26日景観重要建造物へ移行                                                                                                |
|      | 鶴舞公園普選壇                                   | 昭和区鶴舞 北緯35度9分17.6秒 東経136度55分9.2秒 / 北緯35.154889度 東経136.919222度                           | 令和2年2月26日景観重要建造物へ移行                                                                                                |
|      | 旧住友銀行名古屋支店                             | 中区 | 1998年8月12日指定解除・建物解体による都市景観形成上の価値喪失                                                                     |

### 第2回
1991年10月4日付指定。
| 画像 | 物件                           | 所在地       | 備考                               |
| ---- | ------------------------------ | ------------ | ---------------------------------- |
|      | 愛知学院楠元学舎1号館          | 千種区       |                                    |
|      | 東山給水塔                     | 千種区       | 令和2年2月26日景観重要建造物へ移行 |
|      | 旧豊田家門・塀                 | 東区         |                                    |
|      | 山田屋総本店                   | 中区橘一丁目 | 令和4年2月9日指定解除              |
|      | 興正寺総門・中門・五重塔       | 昭和区       | 総門は解体保存中                   |
|      | 名古屋市東山荘門・塀           | 瑞穂区       | 令和2年2月26日景観重要建造物へ移行 |
|      | 観音寺（荒子観音）多宝塔・山門 | 中川区       |                                    |

### 第3回
1992年10月5日付指定。
| 画像             | 物件                                               | 所在地 | 備考                               |
| ---------------- | -------------------------------------------------- | ------ | ---------------------------------- |
|                  | カトリック主税町教会礼拝堂・司祭館                 | 東区   |                                    |
|                  | カトリック布池教会聖堂                             | 東区   |                                    |
|                  | 建中寺総門・山門・御成門・本堂・鐘楼               | 東区   |                                    |
|                  | 東海学園講堂                                       | 東区   |                                    |
|                  | 黒川樋門                                           | 北区   | 令和2年2月26日景観重要建造物へ移行 |
| 名古屋東照宮本殿 | 東照宮本殿                                         | 中区   |                                    |
|                  | 笠覆寺（笠寺観音）仁王門・本堂・西門・多宝塔・鐘楼 | 南区   |                                    |
|                  | 岡家住宅（有松の町並み）                           | 緑区   |                                    |
|                  | 小塚家住宅（有松の町並み）                         | 緑区   |                                    |
|                  | 竹田家住宅（有松の町並み）                         | 緑区   |                                    |
|                  | 西町山車倉（有松の町並み）                         | 緑区   |                                    |
|                  | 服部家住宅（有松の町並み）                         | 緑区   |                                    |
|                  | 服部家土蔵（有松の町並み）                         | 緑区   |                                    |

### 第4回
1993年10月12日付指定。
| 画像              | 物件                                   | 所在地 | 備考                                                          |
| ----------------- | -------------------------------------- | ------ | ------------------------------------------------------------- |
|                   | 名古屋大学豊田講堂                     | 千種区 |                                                               |
|                   | 金城学院榮光館                         | 東区   |                                                               |
|                   | 旧料亭 樟（白壁・主税・橦木の町並み）  | 東区   |                                                               |
|                   | 伊藤家住宅（白壁・主税・橦木の町並み） | 東区   |                                                               |
|                   | 大森家住宅（白壁・主税・橦木の町並み） | 東区   | 2016年7月8日指定解除                                          |
|                   | 旧松岡旅館                             | 中村区 | 令和5年11月22日指定解除                                       |
| （2013年5月撮影） | 料亭 稲本                              | 中村区 | 2018年10月3日指定解除                                         |
|                   | 勝鬘寺本堂・山門・太鼓楼・鐘楼         | 中区   |                                                               |
|                   | 中川運河松重閘門                       | 中川区 |                                                               |
|                   | 庄内用水元杁樋門                       | 守山区 | 令和2年2月26日景観重要建造物へ移行                            |
|                   | 瑞泉寺山門・法堂・鐘楼・庫裡・僧堂     | 緑区   |                                                               |
|                   | 料理旅館 大観荘                        | 中村区 | 2003年1月10日指定解除・建物解体による都市景観形成上の価値喪失 |
| （2013年5月撮影） | 長寿庵                                 | 中村区 | 2014年10月8日指定解除・建物解体による都市景観形成上の価値喪失 |

### 第5回
1995年2月27日付指定。
| 画像 | 物件               | 所在地       | 備考                   |
| ---- | ------------------ | ------------ | ---------------------- |
|      | 星神社のムクノキ   | 西区         |                        |
|      | 長島町通のクスノキ | 中区         |                        |
|      | 雨池のヤマザクラ   | 守山区       | 令和5年3月29日指定解除 |
|      | 有松のクロガネモチ | 緑区         |                        |
|      | 桜通のイチョウ並木 | 中村区・中区 |                        |

### 第6回
1996年2月27日付指定。
| 画像 | 物件                                         | 所在地             | 備考 |
| ---- | -------------------------------------------- | ------------------ | ---- |
|      | 産業技術記念館（旧豊田自働織布工場・事務棟） | 西区則武新町四丁目 |      |
|      | 南山学園ライネルス館・講堂・ピオ11世館       | 昭和区             |      |
|      | カトリック教会のケヤキ                       | 東区               |      |
|      | 白山神社のクスノキ                           | 西区               |      |
|      | 田光八幡社のクスノキ                         | 瑞穂区             |      |
|      | 花表東公園のケヤキ                           | 熱田区             |      |
|      | 空雲寺のクロマツ                             | 中川区             |      |
|      | 助光のケヤキ                                 | 中川区助光一丁目   |      |
|      | 一里塚のエノキ                               | 南区               |      |
|      | 村上社のクスノキ                             | 南区               |      |
|      | 古鳴海八幡社のクスノキ                       | 緑区               |      |